# Barrio Sarmiento Oeste
Barrio Sarmiento Oeste es uno de los barrios en que se encuentra dividida la Belgrano (Mendoza). Está comprendido por las calles Correa Saa, Av. Colón, Curuzu Cuatiá y Entre Ríos.

## Historia
Barrio Sarmiento Oeste fundado en 1955.Por el plan Eva Perón de viviendas a los trabajadores Ferroviarios. La población en este barrio fue establecida por familias países limítrofes, principalmente bolivianos y chilenos, en el periodo de la gran inmigración que trajo Argentina a principios del siglo XX. Los inmigrantes habían venido a trabajar en el "gran proyecto ferroviario", el más importante de Sudamérica

## Colectivos
- 53: Pasa por calle Gomensoro y Av. Colón

- 72: Pasa por calle Gomensoro y Av. Colón

- 71: Pasa por calle Gomensoro y Av. Colón

## Lugares importantes
- Polideportivo Poliguay: posee una pileta olímpica, cancha de fútbol y básquet

- Colegio Nuestra Señora de Consolata:Colegio religioso de nivel Primario y secundario

- Av. Colón: 20 comercios de todo tipo

### Sismicidad
La sismicidad del área de Cuyo (centro oeste de Argentina) es frecuente y de intensidad muy alta, con un silencio sísmico de terremotos medios a graves cada 20 años.
- Sismo de 1861: aunque dicha actividad geológica catastrófica ocurre desde épocas prehistóricas, el terremoto del 20 de marzo de 1861 (164 años), con 12 000 muertes,[2] señaló un hito importante dentro de la historia de eventos sísmicos argentinos ya que fue el más fuerte registrado y documentado en el país. A partir del mismo los sucesivos gobiernos mendocinos y municipales han ido extremando cuidados y restringiendo los códigos de construcción.[1] Con el terremoto de San Juan del 15 de enero de 1944 (81 años) los gobiernos tomaron estado de la enorme gravedad crónica de sismos de la región.
- Sismo de 1920: de 6,8 de intensidad, destruyó parte de sus edificaciones y abrió numerosas grietas en la zona. Hubo 250 muertes por destrucción de casas de adobe[2][1]
- Sismo del sur de Mendoza de 1929: muy grave, y al no haber desarrollado ninguna medida preventiva, a pesar de haber transcurrido solo nueve años del anterior, mató a 30 habitantes por la caída de casas de adobe[1]
- Sismo de 1985: fue otro episodio grave,[3] de 9 s de duración, derrumbando el viejo Hospital del Carmen de Godoy Cruz.